# Fännsjön
Fännsjön är en sjö i Heby kommun i Uppland och ingår i Tämnaråns huvudavrinningsområde. Sjön har en area på 0,294 kvadratkilometer och ligger 52 meter över havet. Sjön avvattnas av vattendraget Åbyån.

## Delavrinningsområde
Fännsjön ingår i det delavrinningsområde (668409-157379) som SMHI kallar för Inloppet i Toften. Medelhöjden är 68 meter över havet och ytan är 16,02 kvadratkilometer. Det finns inga avrinningsområden uppströms utan avrinningsområdet är högsta punkten. Åbyån som avvattnar avrinningsområdet har biflödesordning 2, vilket innebär att vattnet flödar genom totalt 2 vattendrag innan det når havet efter 73 kilometer. Avrinningsområdet består mestadels av skog (92 procent). Avrinningsområdet har 0,68 kvadratkilometer vattenytor vilket ger det en sjöprocent på 4,2 procent.